# La Isla (métro léger de Malaga)
La Isla est une station de la ligne 2 du métro léger de Malaga.

## Situation sur le réseau
La station est située entre Princesa-Huelin et El Perchel.
Elle est établie dans le district Carretera de Cádiz

## Histoire
La station ouvre au public le 30 juillet 2014, à l'occasion de l'inauguration du réseau du métro léger.

## Services aux voyageurs

### Accès et accueil
La station possède un accès via un édicule équipé d'escaliers mécaniques et jouxté par un ascenseur, au niveau du numéro 2 de la rue Velasco.